# 巴奧魯科山脈國家公園
18°10′N 71°30′W / 18.16°N 71.5°W

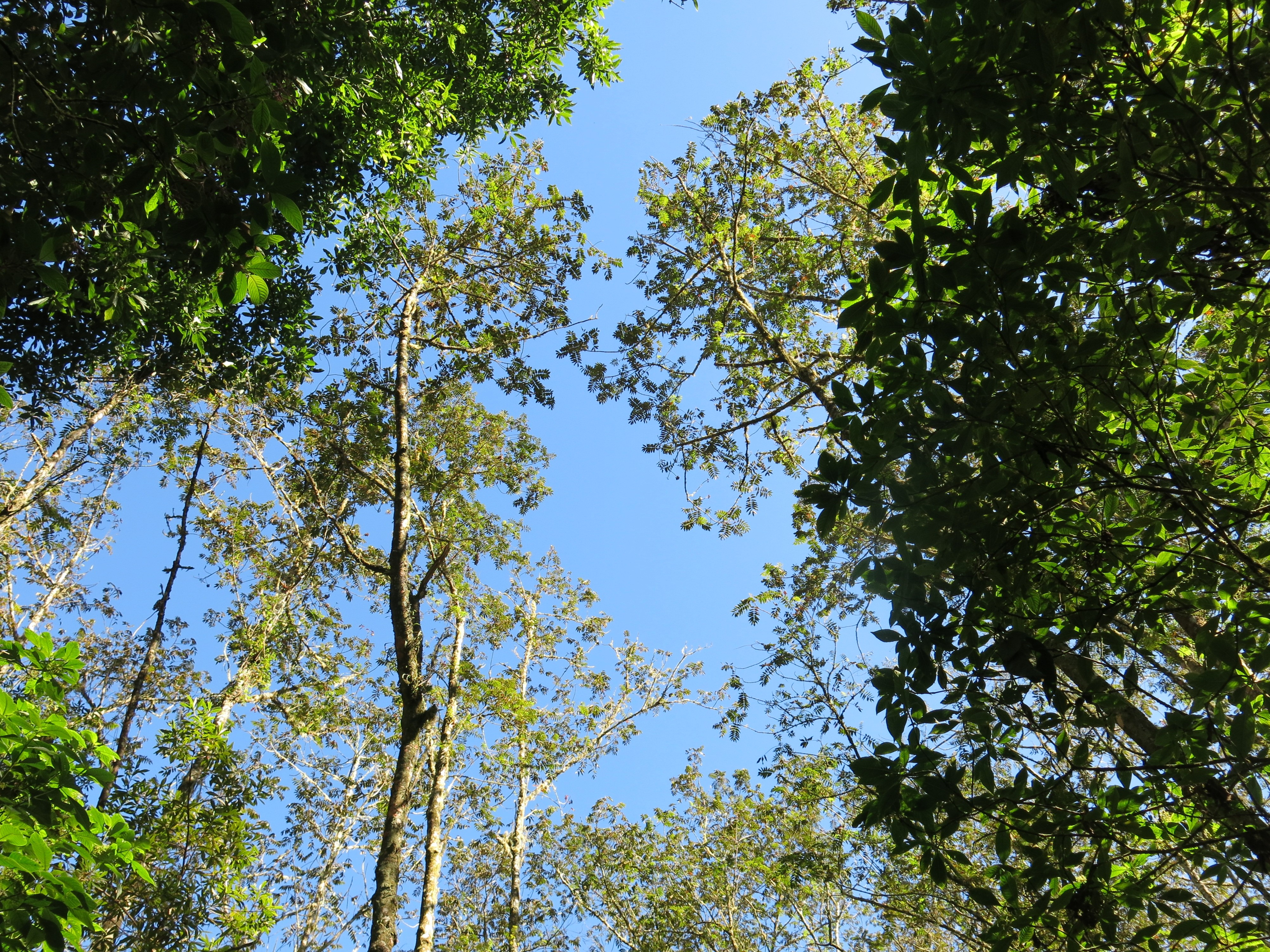

巴奧魯科山脈國家公園是多明尼加共和國的國家公園，橫跨佩德納萊斯省、獨立省和巴拉奧納省，面積1,126平方公里，始建於1983年，有美洲白頸鴉等32種野生鳥類棲息。